# Sông Đuống

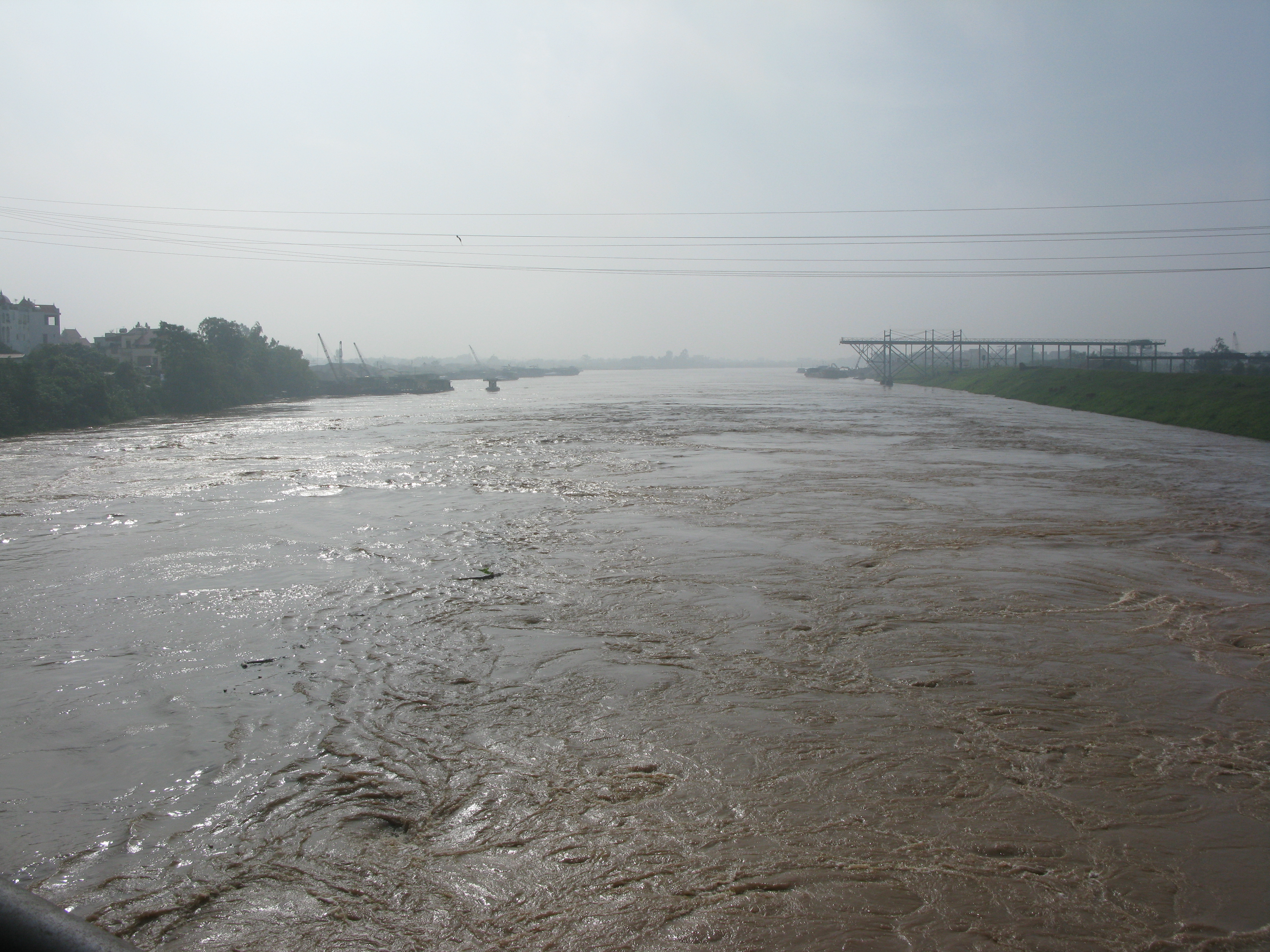
Der Đuống-Fluss bei Hanoi

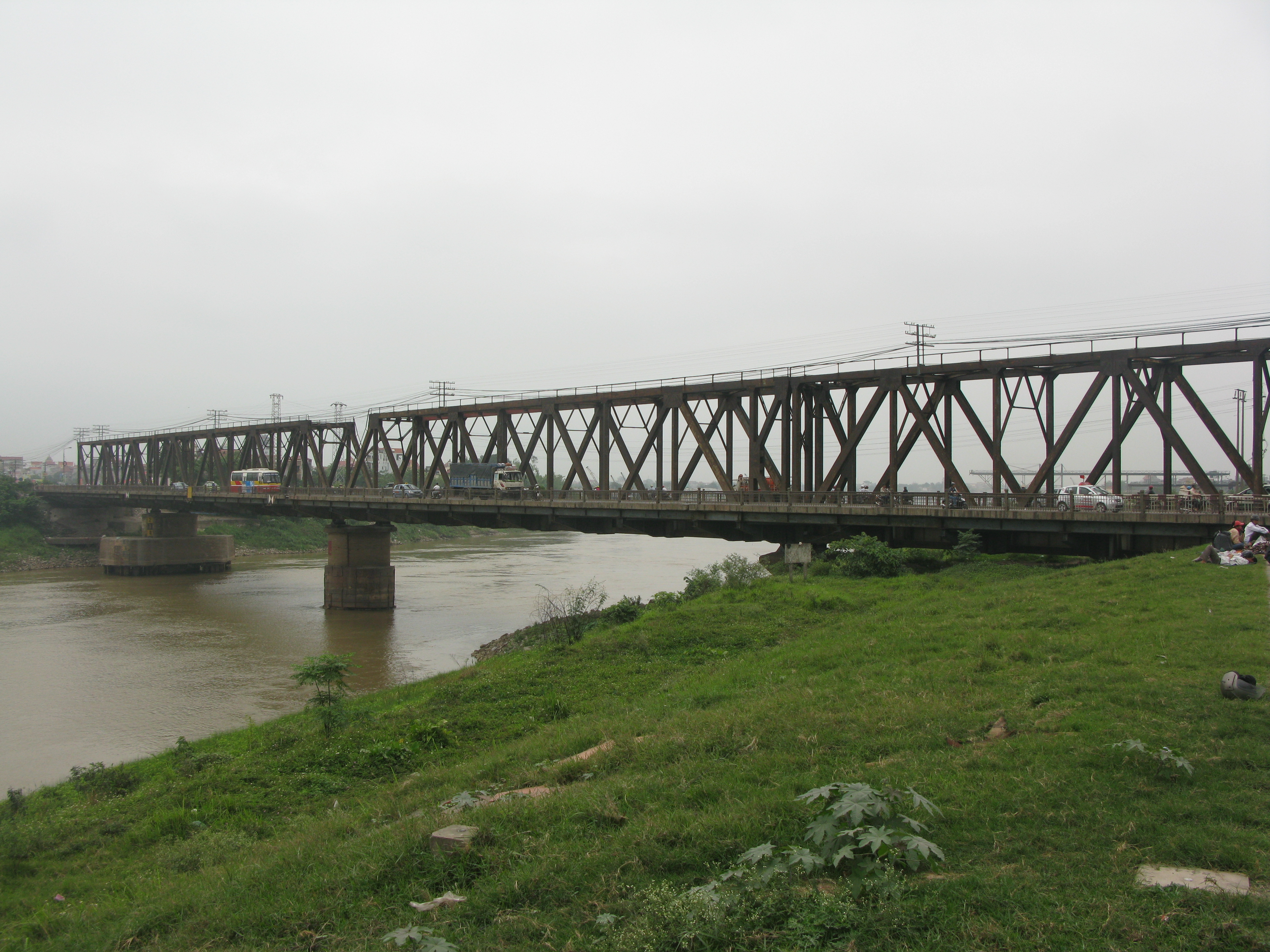
Die Brücke Cầu Đuống

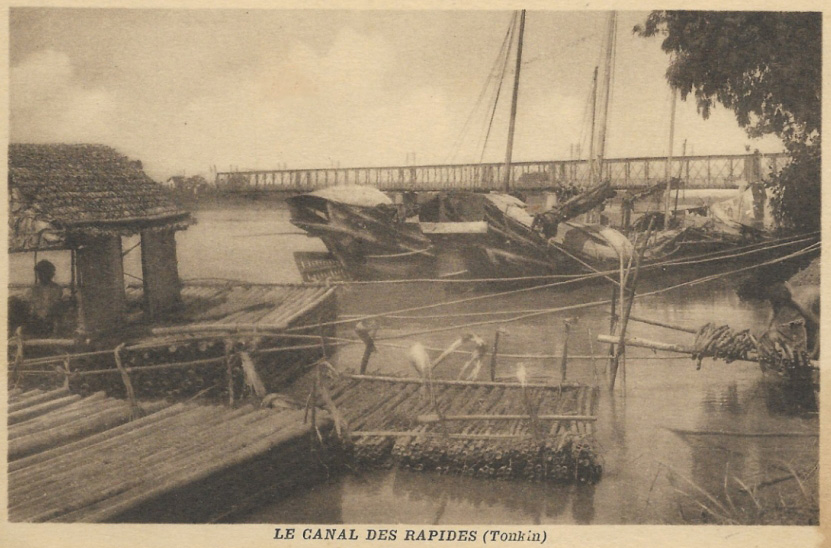
Canal des Rapides während der Kolonialzeit

Der Fluss Đuống (Sông Đuống), vor dem 19. Jahrhundert bekannt als Thiên Đức,  französisch-kolonialzeitlich Canal de Bac-Ninh oder Canal des Rapides, ist ein 68 Kilometer langer Wasserlauf im Norden Vietnams. Es handelt sich um den nördlichsten Arm des Roten Flusses in dessen Delta.

## Verlauf
Der Fluss trennt sich im Stadtgebiet von Hanoi nördlich des Zentrums linksseitig vom Hauptstrom (⊙) und fließt anschließend nach Osten durch die Provinz Bắc Ninh.
Er endet schließlich an der Grenze zur Provinz Hải Dương (nahe Phả Lại) durch Vereinigung mit dem aus nördlicher Richtung kommenden Thái Bình (⊙). Der vereinigte Fluss teilt sich bereits nach etwa vier Kilometern wieder auf in einen nach Süden fließenden Arm, weiterhin Thái Bình genannt, und einen nach Osten fließenden Arm, Kinh Thầy genannt. Aus letzterem (faktisch die Fortsetzung des Đuống) gehen nach mehreren weiteren Verzweigungen und Namensänderungen der Bạch Đằng und der Cấm hervor, die bei Haiphong in den Golf von Tonkin münden.

## Geschichte
Das heutige kanalähnliche Aussehen des Flusses entstand während der Herrschaft des Nguyễn-Kaisers Tự Đức Mitte des 19. Jahrhunderts. Nachdem es zuvor zu schweren Überflutungen gekommen war, wurden zu dieser Zeit die brüchigen Dämme ersetzt und das Flussbett deutlich vertieft, um größere Wassermengen abführen zu können. Dennoch blieben Überschwemmungen ein Problem: Im August 1937 brachen erneut die Dämme, die Reisernte der umliegenden Provinzen wurde vernichtet. In den späten 1950er- und 1960er-Jahren ließ die nordvietnamesische Regierung daher umfangreiche Arbeiten am Fluss durchführen, was dessen Abflussrate weiter erhöhte.
Der in Vietnam sehr bekannte Dichter Hoàng Cầm machte den Fluss zum zentralen Bestandteil seines Gedichts Bên kia sông Đuống („Auf der anderen Seite des Đuống-Flusses“).

## Brücken
Der Đuống wird von folgenden Brücken überquert (in Flussrichtung):
- Cầu Đông Trù (AH14)
- Cầu Đuống (kombinierte Eisenbahn- und Straßenbrücke (alte Nationalstraße 1), erbaut während der Kolonialzeit, im Vietnamkrieg durch einen US-Luftangriff zerstört)
- Cầu Phù Đổng (Brücke der Autobahn (Đường cao tốc) Hanoi–Bắc Giang, AH1/QL1A)
- Cầu Hồ (QL38)
- Cầu Bình Than (QL17)